# Йон Палл Сіґмарссон
Йон Палл Сіґмарссон (англ. Jón Páll Sigmarsson, 28 квітня 1960 — 16 січня 1993) — стронгмен, паверліфтер і культурист з Ісландії. Перша людина, яка виграла титул «Найсильніша Людина Світу» 4 рази.

## Кар'єра спортсмена
Йон Палл почав свою кар'єру як культурист і паверліфтер. У 1984 році Йон виграв титул чемпіона Ісландії з бодібілдингу в категорії до 90 кг. Також досяг значних успіхів і в інших вправах (з 192,5 кг, 195 кг, 210 кг і 222,5 кг) присідання (з 320,5 кг, 330 кг, 342,5 кг і 357,5 кг). Багато разів встановлював рекорди Європейських масштабів.
Сіґмарссона вперше запросили на «Найсильнішу Людину Світу» в 1983 році, де якому він зайняв друге місце. Наступного року, у віці 24 років він зумів перемогти Кейпса та зберегти титул. Під час останнього етапу змагання з армреслінгу, Йон Палл змагався проти Кейпса. Здавалося, його опонент переміг, майже притиснувши руку Йона до столу, але той в останній момент зумів вирівняти положення і дотиснув суперника. Відразу після цього він вигукнув: «Король втратив свою корону!». Палл став одним з наймолодших чемпіонів зі стронґмену. У 1985 році він не зумів захистити титул найсильнішої людини світу. У тому ж 1985-му на одній з пресконференцій хтось назвав його «Ескімо». Сігмарссон вигукнув: «Я не Ескімо, я Вікінг!» і відразу після цього успішно підняв віз вагою 495 кг. У 1986 році повернув собі титул найсильнішого.
9 березня 2012 року його ввели в залу слави найсильніших людей світу.

## Смерть
16 січня 1993 року спортсмен помер від зупинки серця. Сам Йон якраз перебував у своєму залі «Зал 80», коли сталася трагедія. Вважається що зупинка серця викликана травматичним розривом аорти. Це пов'язано зі спадково слабким серце, проблема, яка як відома побутувала в сім'ї Йона. Після того як Сігмарссон реабілітувався після травм у 1988-му, 1989-му і 1990-му, він почав серйозно поступатися своєму конкуренту — Біллу Казмаєру. Саме йому вдалося побити рекорд Йона з мертвого зведення.

## Досягнення

### Рекорди з паверліфтингу
- Присідання — 365 кг (1984)
- Вивага лежачи у спеціальному спорядженні — 247,5 кг
- Мертве зведення — 400 кг в залі під час демонстрації у 1986 році без лямок

### Досягнення з паверліфтингу
- 1980 European Powerlifting Championships — 2-й
- 1981 European Powerlifting Championships — 2-й
- 1981 World Powerlifting Championships — 3-й
- 1983 European Powerlifting Championships — 1-й